# David Hayman
David Hayman (Glasgow, 9 februari 1948) is een Schotse film- en televisieacteur en -regisseur.

## Loopbaan
Hayman studeerde aan de Royal Scottish Academy of Music and Drama in Glasgow. Hij begon zijn acteursloopbaan bij het Citizens' Theatre in Glasgow en speelde daar verschillende rollen, waaronder Hamlet, The Marriage of Figaro en Al Capone. Zijn lijst van filmrollen omvat The Tailor of Panama, The Jackal en Ordinary Decent Criminal.
Hayman speelt vanaf 1997 als Chief Supt. Michael Walker in Lynda La Plantes politieserie Trial and Retribution. Hij regisseerde tevens verschillende film- en televisieproducties.
Hayman werkt anno 2008 aan een productie over de Schotse dichter Robert Burns.
In 2008 vervulde hij een hoofdrol in de aflevering Counter Culture Blues van de Engelse politieserie Lewis.

## Filmografie als acteur
- My Neighbor Adolf (2022)
- Andor (2022), tv
- Taboo (2017), tv
- London Spy (2015), tv
- Queen and Country (2014)
- The Paradise 2 (2014)
- The Paradise (2013)
- The Boy in the Striped Pyjamas (2008)
- Counter Culture Blues (2008), tv (aflevering bij serie Lewis)
- A Shot in the West (2006)
- Trial & Retribution X: Sins of the Father (2006), tv
- Where the Truth Lies (2005)
- Rag Tale (2005)
- Trial & Retribution IX (2005), tv
- Fuse (2004)
- Gladiatress (2004)
- Trial & Retribution VIII (2004), tv
- Gifted (2003), tv
- Drabbade, De (2003), tv
- Trial & Retribution VII (2003), tv
- The Wild Dogs (2002)
- The Last Great Wilderness (2002)
- Trial & Retribution VI (2002), tv
- As the Beast Sleeps (2002), tv
- Trial & Retribution V (2002), tv
- The Tailor of Panama (2001)
- Murder Rooms: The Photographer's Chair (2001), tv
- Vertical Limit (2000)
- Best (2000)
- Last Orders (2000)
- Ordinary Decent Criminal (2000)
- Trial & Retribution IV (2000), tv
- Tough Love (2000), tv
- The Beautiful Game (1999)
- Trial & Retribution III (1999), tv
- Legionnaire (1998)
- My Name Is Joe (1998)
- Trial & Retribution II (1998), tv
- Getting Hurt (1998), tv
- The Boxer (1997)
- The Jackal (1997)
- Regeneration (1997)
- Twin Town (1997)
- Smilla's Sense of Snow (1997)
- Friendly Voices (1997)
- Trial & Retribution (1997), tv
- The Near Room (1995)
- Rob Roy (1995)
- The Short Walk (1995)
- Finney (1994), tv
- Grave Secrets: The Legacy of Hilltop Drive (1992), tv
- Underbelly (1992), tv
- Venus Peter (1989)
- Walker (1987)
- Hope and Glory (1987)
- Sid & Nancy (1986)
- Murphy's Law (1986)
- Heavenly Pursuits (1985)
- Fell Tiger (1985), tv
- Reilly: The Ace of Spies (1983), tv
- It'll All Be Over in Half an Hour (1983), tv
- Love Story: Mr. Right (1983), tv
- Coming Out of the Ice (1982), tv
- Fame Is the Spur (1982), tv
- Eye of the Needle (1981)
- A Sense of Freedom (1979)
- Scotch & Wry (1978), tv
- The Eagle of the Ninth (1977), tv

## Filmografie als regisseur
- Harbour Lights (1999) tv
- The Near Room (1995)
- Finney (1994) tv
- Cardiac Arrest (1994) tv
- The Hawk (1993)
- A Woman's Guide to Adultery (1993) tv
- Black and Blue (1992) tv
- Firm Friends (1992) tv
- Silent Scream (1990)